# Позначення авіації повітряних сил США (1924—1962)
Упродовж 1924—1962 років військово-повітряні сили США використовували власну систему позначень для своєї авіації, відмінну від такої для Флоту, Корпусу морської піхоти та згодом Берегової охорони США. 1962 року було ухвалено нову систему, що об'єднала позначення для всіх видів військ.
Цю систему використовували: Авіаційна служба Армії США (існувала в 1918—1926), Повітряний корпус Армії США (існував у 1926—1942), Повітряні сили Армії США (існували в 1941—1947), Повітряні сили США (відокремились від Армії США у 1947 та існують дотепер). Армія США використовувала систему до 1956 року, коли прийняла власну спрощену систему позначень.

## Історія
1947 року було скорочено кількість категорій, деякі об'єднано, деякі скасовано, а деякі перейменовано. Так, позначення винищувачів P (англ. pursuit) було перейменовано на F (англ. fighter), відтак літак P-80 став F-80. Позначення штурмовиків A (англ. attack) було скасовано, а всі літаки цього класу перейшли під індекс бомбардувальників B (англ. bomber). Деякі з перепозначених літаків використали номери моделей вже списаних на 1947 рік: Douglas A-26 Invader став B-26, хоча до цього цей номер належав Martin B-26 Marauder (знятий з озброєння в 1946).
Система перестала застосовуватись 1962 року, коли було ухвалено спільну систему для всіх родів військ, засновану на даній, зразка 1947 року. На відміну від морської авіації, авіація Повітряних сил не зазнала суттєвих змін, оскільки значна кількість літальних апаратів і так відповідали їй. В основному, зміни позначень стосувались таких категорій: 1) попередня система дозволяла індекси для гелікоптерів без призначення, нова — ні, тому, наприклад, H-19 став UH-19; 2) було змінено або додано індекси серії для деяких літальних апаратів.

## Система

### Структура
Позначення в системі містили таку структуру (жирним виділено основні категорії):
| статус | модифіковане призначення | тип/призначення | - | номер моделі | серія | - | номер блока | - | виробник |

| Назва                      | Опис | Приклад                                            |
| -------------------------- | --- | -------------------------------------------------- |
| Статус                     | Префікс, що застосовувався для спеціальних випадків, коли статус літака відрізнявся від серійного.                                                                 | X в XP-86 — дослідний літак                        |
| Модифіковане призначення   | Префікс, що позначав призначення модифікованого літака, якщо воно відрізнялось від основного                                                                       | C в CB-24 — транспортна модифікація B-24           |
| Основне призначення/тип ЛА | Основне призначення літака та/або тип літального апарата. | B в B-29 — бомбардувальник H в H-19 — гелікоптер   |
| Номер моделі               | Номер, що надавався послідовно кожній наступній моделі літака відповідного типу.                                                                                   | 86 в F-86                                          |
| Серія                      | Буквений індекс, що надавався в алфавітному порядку модифікаціям однієї моделі літака.                                                                             | D в P-51D — четверта модифікація P-51              |
| Блок                       | Конкретна конфігурація літака для розрізнення за часом, виробником абощо.                                                                                          | 10 в B-17F-10-VE — блок 10                         |
| Виробник                   | Індекс виробника та конкретного заводу. Як і блок, був потрібен для спрощення постачання: запчастини для одного літака від різних заводів могли не бути сумісними. | VE в B-17F-10-VE — B-17F виробництва Vega Aircraft |

### Статус
Переважно надавався в окремих випадках. Нижче наведено список таких позначень.
| Код | Розкриття                      | Опис                                                                          | Період    |
| --- | ------------------------------ | ----------------------------------------------------------------------------- | --------- |
| E   | англ. exempt — виключений      | Виключений з порядку модифікацій (переданий третім організаціям)              | 1946–1955 |
| G   | англ. grounded — приземлений   | Остаточно приземлений, може використовуватись для наземних тренувань          | 1924–1962 |
| J   | невідомо                       | Тимчасово модифікований для спеціальних випробувань                           | 1956–1962 |
| N   | невідомо                       | Остаточно модифікований для спеціальних випробувань                           | 1956–1962 |
| R   | англ. restricted — обмежений   | Обмеження щодо деяких способів використання (без аеробатики, пасажирів абощо) | 1943–1947 |
| X   | англ. experimental — дослідний | Дослідний несерійний зразок                                                   | 1925–1962 |
| Y   | невідомо                       | Передсерійний, на етапі випробувань                                           | 1928–1962 |
| Y1  | невідомо                       | Фінансується з-поза бюджету поточного фіскального року                        | 1931–1936 |
| Z   | невідомо                       | Застарілий, обмежене обслуговування                                           | 1928–1962 |

### Модифіковане призначення
Нижче наведено перелік індексів, що ставились перед основним та позначали призначення модифікованого літака, якщо вони відрізнялись від основного. 
| Код | Розкриття                                        | Опис                            | Період    |
| --- | ------------------------------------------------ | ------------------------------- | --------- |
| C   | англ. cargo — вантажний                          | Транспортний літак              | 1943–1962 |
| D   | англ. director/drone control — керівник (дронів) | Літак для керування БПЛА        | 1948–1962 |
| F   | англ. photografic — фотографічний                | Аерофоторозвідка                | 1945–1947 |
| G   | невідомо                                         | Носій літаків                   | 1948      |
| K   | невідомо                                         | Радіоелектронна розвідка        | 1944–1947 |
| K   | невідомо                                         | Літак-заправник                 | 1949–1962 |
| M   | англ. medical — медичний                         | Санітарний літак                | 1951–1952 |
| P   | англ. passenger — пасажирський                   | Пасажирський літак              | 1948–1962 |
| Q   | невідомо                                         | БПЛА                            | 1948–1962 |
| R   | англ. reconnaissance — розвідувальний            | Літак-розвідник                 | 1948–1962 |
| S   | англ. search and rescue — пошуково-рятувальний   | Пошуково-рятувальний літак      | 1948–1962 |
| T   | англ. trainer — тренувальний                     | Тренувальний літак              | 1943–1962 |
| U   | англ. utility — утилітарний                      | Легкий багатоцільовий транспорт | 1943–1962 |
| V   | англ. VIP                                        | Транспорт для VIP-осіб          | 1945–1962 |
| W   | англ. weather — погода                           | Погодне обладнання              | 1948–1962 |

### Основне призначення
Нижче наведено невичерпний перелік основних призначень літаків.
| Код | Розкриття                    | Опис                                                               | Період    | Замінено на          |
| --- | ---------------------------- | ------------------------------------------------------------------ | --------- | -------------------- |
| A   | Aerial Target                | Повітряна мішень                                                   | 1940–1941 | PQ                   |
| A   | Amphibian                    | Літак-амфібія                                                      | 1948–1962 | —                    |
| A   | Attack                       | Штурмовик                                                          | 1924–1947 | B                    |
| AG  | Assault Glider               | Ударний планер                                                     | 1942–1944 | —                    |
| AT  | Advanced Trainer             | Спеціальний тренувальний літак[уточнити переклад]                  | 1925–1947 | T                    |
| B   | Bomber                       | Бомбардувальник                                                    | 1925–1962 | —                    |
| BC  | Basic Combat                 | [уточнити термін]                                                  | 1936–1940 | AT                   |
| BG  | Bomb Glider                  | Планер-бомбардувальник[уточнити переклад]                          | 1942–1944 |                      |
| BLR | Bomber, Long Range           | Бомбардувальник великого радіусу                                   | 1935–1936 | B                    |
| BQ  | Bomb, Controllable           | Керована бомба, включно з планерними бомбами та крилатими ракетами | 1942–1945 |                      |
| BT  | Basic Trainer                | Базовий тренувальний літак                                         | 1930–1947 | T                    |
| C   | Cargo                        | Транспортний літак                                                 | 1925–1962 | —                    |
| CG  | Cargo Glider                 | Транспортний планер                                                | 1941–1947 | G                    |
| CQ  | Target Control               | Контроль БПЛА                                                      | 1942–1947 | D (мод. призначення) |
| F   | Fighter                      | Винищувач                                                          | 1948–1962 | —                    |
| F   | Photographic                 | Літак аерофоторозвідки                                             | 1930–1947 | R (мод. призначення) |
| FG  | Fuel Glider                  | Планер-носій пального                                              | 1930–1947 |                      |
| FM  | Fighter, Multiplace          | Кількамісний винищувач                                             | 1936–1941 |                      |
| G   | Glider                       | Планер                                                             | 1948–1962 | —                    |
| G   | Gyroplane                    | Автожир                                                            | 1935–1939 | R                    |
| GB  | Glide Bomb                   | Планерна бомба                                                     | 1942–1947 |                      |
| GT  | Glide Torpedo                | Планерна торпеда                                                   | 1942–1947 |                      |
| H   | Helicopter                   | Гелікоптер                                                         | 1948–1962 | —                    |
| HB  | Heavy Bomber                 | Важкий бомбардувальник                                             | 1925–1927 | B                    |
| JB  | Jet-Propelled Bomb           | Реактивна бомба                                                    | 1943–1947 |                      |
| L   | Liaison                      | Літак зв'язку                                                      | 1942–1962 | —                    |
| LB  | Light Bomber                 | Легкий бомбардувальник                                             | 1924–1932 | B                    |
| O   | Observation                  | Літак спостереження                                                | 1924–1942 | L                    |
| OA  | Observation Amphibian        | Літак-амфібія для спостереження                                    | 1925–1947 | A                    |
| OQ  | Aerial Target                | Повітряна мішень малого розміру                                    | 1942–1947 | Q                    |
| P   | Pursuit                      | Винищувач                                                          | 1925–1947 | F                    |
| PB  | Pursuit, Biplace             | Двомісний винищувач                                                | 1935–1941 |                      |
| PG  | Powered Glider               | Моторний планер                                                    | 1943–1947 |                      |
| PQ  | Aerial Target (Man Carrying) | Повітряна мішень великого розміру з можливістю пілотування         | 1942–1947 | Q                    |
| PT  | Primary Trainer              | Основний тренувальний літак                                        | 1925–1947 | T                    |
| Q   | Aerial Target                | Повітряна мішень                                                   | 1948–1962 | —                    |
| R   | Reconnaissance               | Розвідувальний літак                                               | 1948–1962 | —                    |
| R   | Rotary Wing                  | Гвинтокрилий літальний апарат                                      | 1941–1947 | H                    |
| S   | Supersonic/Special Test      | Надзвуковий/спеціальні випробування[уточнити термін]               | 1946–1947 | X                    |
| T   | Trainer                      | Тренувальний літак                                                 | 1948–1962 | —                    |
| TG  | Training Glider              | Тренувальний планер                                                | 1941–1947 |                      |
| U   | Utility                      | Легкий багатоцільовий транспорт                                    | 1952–1962 | —                    |
| V   | VTOL/STOL                    | ЛВЗП/ЛСЗП                                                          | 1954–1962 | —                    |
| X   | Special Research             | Дослідний літак                                                    | 1941–1947 |                      |

## Винятки
- Після скасування в 1947 індексу A (англ. attack — штурмовик) колишні ударні літаки отримали позначення B (англ. bomber — бомбардувальник). Для уникнення плутанки з уже існуючим B-24 Liberator, A-24 Banshee став F-24, будучи пікірувальником[1].